# N934 (België)
De N934 is een gewestweg in de Belgische provincie Namen. Deze weg vormt de verbinding tussen Saint-Servais en Saint-Germain.
De totale lengte van de N934 bedraagt ongeveer 10,5 kilometer.

## Plaatsen langs de N934
- Saint-Servais
- Saint-Marc
- Émines
- Villers-lez-Heest